# Maj Stentoft
Maj Stentoft, född Maj Elisabet Törnqvist 25 april 1924 i Nässjö, död 27 december 2005, var en svensk målare och tecknare, speciellt oljemålning.
Hon var dotter till fabrikören Tuve Törnqvist och Elsa Larsson och från 1944 gift med Gösta Stentoft.
Maj Stentoft var utbildad vid Essemskolan i Malmö och under ett flertal studieresor till bland annat Frankrike, Spanien, Italien och Jugoslavien.  1968 grundade hon tillsammans med sin man, smyckesmeden Gösta Stenoft, den legendariska butiken Musik & Konst i Malmö. Tillsammans drev de butiken till 1971, då den såldes. Hon hade bland annat separatutställningar i Malmö 1964, 1974, 1978, Ystad 1978, Burlöv 1980 och Eslöv 1980 och tillsammans med Hanna Brundin ställde hon ut på Galleri Thalia i Malmö. Samlingsutställningar i Lunds konsthall 1962, Malmö 1966, 1968, 1970, Smålands museum 1966, 1977, Ystads konstmuseum, 1970, samt Stockholmssalongen Liljevalchs. Hon medverkade också vid utställningar arrangerade av Skånes konstförening och Konstnärernas Samarbetsorganisation och hon var medlem i KRO. Hennes konst består ofta av mollstämda poetiska naturabstraktioner i olika gråskalor utförda i olja, pastell, tempera eller akvarellkrita. 
Hon är representerad på Smålands museum i Växjö, ett antal landsting och kommuner, f.d. tidningen Arbetet i Malmö och Oxiebanken Malmö.